# Илсияр Иксанова
Илсияр Вазиховна Иксанова (на татарски: Илсөяр Вазыйх кызы Иксанова; на руски: Ильсияр Вазиховна Иксанова) е съветска, руска и татарска поетеса и журналистка. Носителка на званието „Заслужил деец на изкуството на Република Татарстан“ (2016).

## Биография
Родена е на 7 февруари 1966 г. в село Татарски Саралани, Лаишевски район, Татарска АССР, РСФСР, СССР. Израства в семейство на три деца. Нейните родители са комунисти, представители на селската учителска интелигенция. Започва да пише поезия още когато посещава начално училище. Нейните материали са публикувани в регионални и републикански издания, включително във вестник Яш ленинчы, а също така участва и печели литературни конкурси във вестник Татарстан яшьләре. В края на десети клас в училище тя решава да се занимава с литература.
През 1983 г. тя постъпва във Факултета по татарска филология на Казанския държавен университет „Владимир Ленин“, който завършва през 1988 г. През студентските си години учи в литературното дружество Әллүки, ръководено от Мухамет Магдеев. След като получава образованието си, работи като коректор в Татарското книжовно издателство (1988 – 1989), в редакциите на вестници и списания, по-специално като Яш ленинчы (1989 – 1991), Шәһри Казан (1991 – 1997), Ялкын (1997 – 1998), Салават күпере (1999 – 2001). През 2003 г. тя се премества в списание Сөембикә и става ръководител на литературния му отдел. В журналистическата дейност е известна със статиите си за дейци на литературата и изкуството, както и с интервюта, свързани с тях. През 2011 г. тя става главен редактор на списанието Түгәрәк уен, създадено с участието на Републиканския център за развитие на традиционната култура към Министерството на културата на Република Татарстан.
През 1993 г. става член на Съюза на писателите на Република Татарстан, през 2005 г. става член на управителния му съвет, а през 2021 г. става заместник-председател по творческите му въпроси. Вярвайки, че мисията на татарския писател в епоха на упадък на духовните ценности е да се грижи за своя народ, тя обръща специално внимание на въпроса за запазването на татарския език. Живее в град Казан. През 2016 г. е удостоена със званието „Заслужил деец на изкуството на Република Татарстан“.